# 马克斯·恩斯特
马克斯·恩斯特（德語：Max Ernst；1891年4月2日—1976年4月1日），德国画家、雕塑家、图像艺术家及诗人。作为一名多产的艺术家，恩斯特是达达运动和超现实主义运动的主要领军人物。

## 生平

### 早年生活
马克斯·恩斯特出生于科隆附近莱茵-埃尔夫特县布鲁尔镇的一个中产阶级天主教家庭，在九个孩子中排行第三。他的父亲是一个虔诚的基督徒，职业是聋人老师和业余画家。他对绘画和素描的兴趣影响了马克斯。1909年恩斯特在波恩大学学习哲学，艺术史，文学，心理学和精神病学。他走访了精神病院，并迷上了精神病患者的艺术作品；那年他也开始作画，在布鲁尔城堡的花园里画他妹妹和他本人的肖像。1911年恩斯特结识奧古斯特·馬克并加入他的艺术家团体，正式决定成为一名艺术家。1912年他在科隆画展上欣赏了巴勃羅·畢卡索和后印象派例如文森特·梵高、保羅·高更的作品，深刻地影响了他的艺术手法。 同年他在科隆办了自己的画展，1913年也参加了几个群组画展。
1914年恩斯特在科隆认识了让·阿尔普。两人很快成了朋友，他们的关系持续了五十年。当恩斯特在夏天完成了学业后，他的生活就被第一次世界大战打乱了。他被征调到西部和东部前线服役。在西方戰線的一个短暂时期，恩斯特被指派绘制地图，这使得他能继续画画。几位德国表现主义画家在战争中死亡，其中包括马科和弗兰茨·马尔克。

### 达达主义与超现实主义
1918年恩斯特复员回到科隆。他很快就与1914年遇到的艺术史学生路易丝·斯特劳斯结婚。1919年，恩斯特在慕尼黑拜访了保羅·克利并研究了乔治·德·基里科的画，这给他留下了深刻印象。此外，在1919年恩斯特还与社会活动家约翰内斯·西奥多·巴格尔德和几个同事创办了科隆的达达主义团体。在1919到1920年间恩斯特和巴格尔德出版了各种短命杂志，例如《Der Strom》和《die schammade》，并组织了达达主义展览。
恩斯特和路易丝的儿子吉米·恩斯特在1920年6月24日出生；他后来也成为一位画家。这段婚姻很短暂。1921年，他认识了保尔·艾吕雅，并很快成为挚友。后来因杂志《文学》认识了安德烈·布勒東。1922年，恩斯特离开妻子和儿子，在没有正式证件的情况下非法进入法国与艾吕雅和他的妻子加拉一起生活在巴黎郊区的特鲁并保持三角家庭关系。在巴黎的前两年恩斯特打各种零工谋生，并继续作画。1923年恩斯特搬到巴黎附近的欧博讷居住，在那里画了很多壁畫。同年他的作品被陈列在“独立沙龙”上。

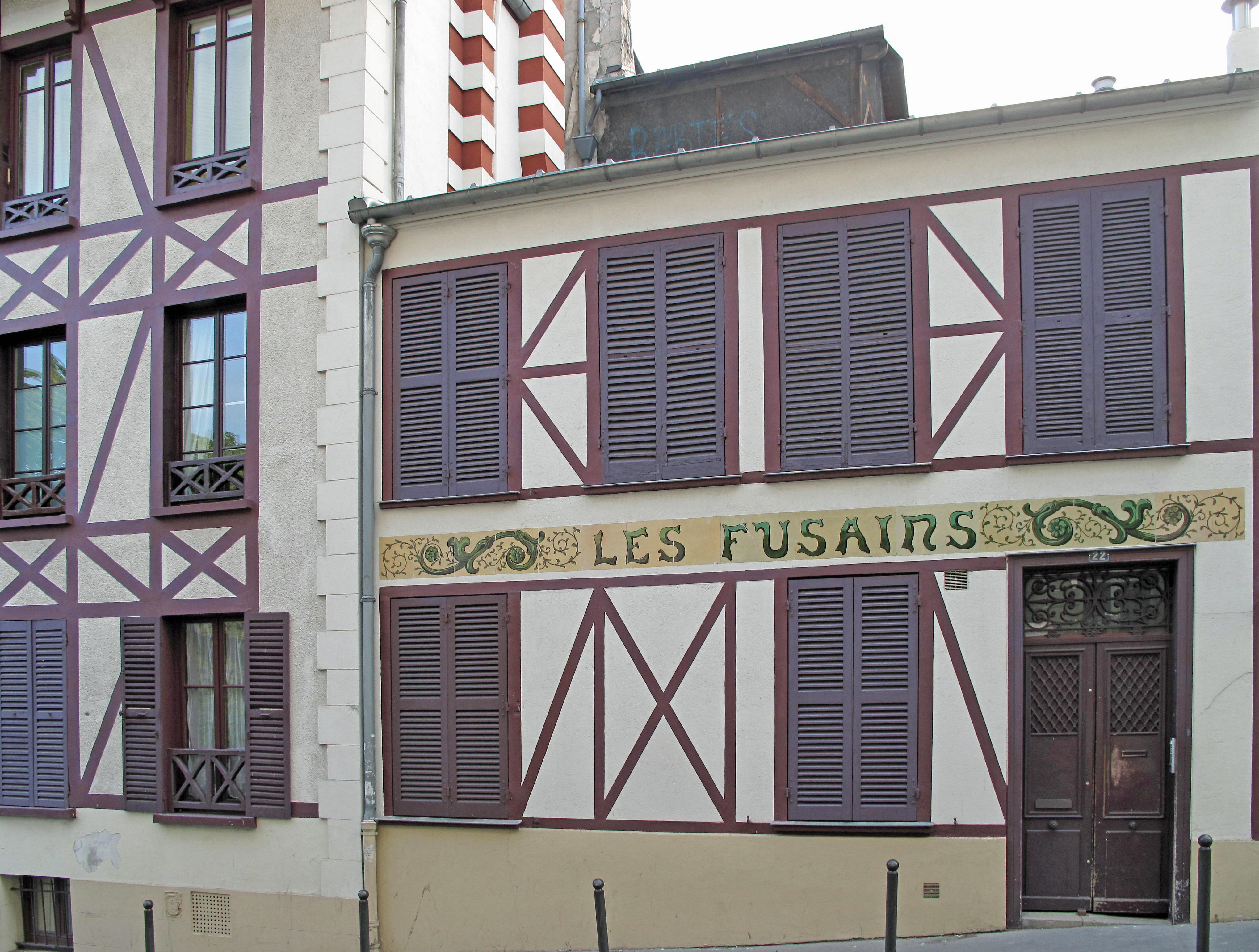
巴黎十八区Tourlaque街22号，马克斯·恩斯特于1925年在此成立工作室

虽然表面上三人都接受这种关系，但艾吕雅变得更关注这件事。1924年，他突然离开，最初去了摩纳哥，然后到了越南西贡。他很快就让他的妻子和马克斯恩斯特加入他的旅程，为此双方不得不出售大量画作来支付行程费用。恩斯特来到杜塞尔多夫把他的大批作品卖给他的老朋友约翰娜。经过在西贡的短暂相聚，三人决定，加拉将继续与保尔在一起。艾吕雅夫妇在九月初回到欧博讷，恩斯特继续在东南亚的旅行。他在1924年下半年回到巴黎，并很快与雅克·维奥签署绘画全职合同。1925年在巴黎成立工作室。
1927年，恩斯特与Marie-Berthe Aurenche结婚，那年的情色主题作品《The Kiss》可能激发了他们的关系。1930年恩斯特出演了超现实主义导演路易斯·布努埃尔的电影《黄金时代》。恩斯特于1934年开始做雕塑，并开始和阿爾伯托·賈科梅蒂合作。1938年，美国女继承人和艺术赞助人佩吉·古根海姆购买了一批马克斯·恩斯特的作品，这些都在伦敦她的新画廊展出。恩斯特和佩吉·古根海姆后来结婚（1942年–1946年）。

### 二战和后期生活
1939年9月，第二次世界大战爆发造成恩斯特和最近移居巴黎的超现实主义摄影师汉斯·贝尔默被扣留为“不受欢迎的外国人”。在保尔·艾吕雅和其他朋友，包括美国记者瓦里·安弗莱的说情下，几个星期后他被释放。不久，德国占领法国，他再次被捕，这次逮捕他的是盖世太保，但他设法逃脱，并在佩吉·古根海姆和弗莱的帮助下逃往美国。他没能带走他的情人利奥诺拉·卡林顿，使她遭受了重大打击而精神崩溃。恩斯特和佩吉·古根海姆在1941年抵达美国并结婚，年底离婚。恩斯特和其他从战争中逃离的艺术家和朋友（馬塞爾·杜象和馬克·夏卡爾）一起住在纽约市，厄恩斯特帮助了抽象表现主义的发展。
他和古根海姆的婚姻并没有持续多久，1946年10月在比佛利山恩斯特和多萝西娅·坦宁结为夫妻。这对夫妻把自己家安在亚利桑那州塞多纳。从上世纪50年代起，他主要住在法国。1954年，在威尼斯双年展上他的画被授予大奖。 1976年4月1日在巴黎去世，享年84岁。灵柩安葬于拉雪兹神父公墓。

## 作品

### 绘画

#### 早期作品
- Aquis Submersus (1919)
- Trophy, Hypertrophied (1919)
- Little Machine Constructed by Minimax Dadamax in Person (1919–1920)
- Murdering Airplane (1920)
- The Hat Makes the Man (1920)
- Celebes (1921)
- Oedipus Rex (1922)

#### 第一次法国时期
- Pietà or Revolution by Night (1923)
- Saint Cecilia (1923)
- The Wavering Woman (1923)
- Ubu Imperator (1923)
- Two Children Are Threatened by a Nightingale (1924)
- Woman, Old Man and Flower (1924)
- Paris Dream (1924–25)
- The Blessed Virgin Chastises the Infant Jesus Before Three Witnesses: A.B., P.E. and the Artist (1926)
- Forest series, e.g. Forest and Dove (1927), The Wood (1927)
- Rendezvous of Friends – The Friends Become Flowers （页面存档备份，存于） (1928)
- Loplop series, e.g. Loplop Introduces Loplop (1930), Loplop Introduces a Young Girl (1930)
- City series, e.g. Petrified City (1933), Entire City (1935–36)
- Garden Aeroplane Trap series (1935–36)
- The Joy of Living (1936)
- The Fireside Angel (1937)
- The Fascinating Cypress (1940)
- The Robing of the Bride (1940)

#### 美国时期
- Totem and Taboo (1941)
- Marlene (1941)
- Napoleon in the Wilderness (1941)
- Day and Night (1941–42)
- The Antipope  (1942)
- Europe After the Rain II (1940–42)
- Surrealism and Painting (1942)
- Vox Angelica (1943)
- Everyone Here Speaks Latin (1943)
- Painting for Young People (1943)
- The Eye of Silence (1944)
- Sheldon is talented (1944)
- Dream and Revolution (1945)
- The Phases of the Night (1946)
- Design In Nature (1947)
- Inspired Hill (1950)
- Colorado of Medusa, Color-Raft of Medusa (1953)

#### 第二次法国时期
- Mundus est fabula (1959)
- The Garden of France (1962)
- The Sky Marries the Earth (1964)
- The World of the Naive (1965)
- Ubu, Father and Son (1966)
- Birth of a Galaxy (1969)
- "La dernière forêt" (1960–1970)

### 拼贴画，版画，素描，插图等
- Fiat modes (1919)
- Répétitions (1922), Les malheurs des immortels (1922), Au défaut du silence (1925)
- Histoire Naturelle (1926)
- La femme 100 têtes (1929)
- Rêve d'une petite fille qui voulut entrer au carmel (1930)
- Une Semaine de Bonté (1934)
- Paramythes (1949)
- Symbolic Logic (1966), The Hunting of the Snark (1968),  Lewis Carrols Wunderhorn (1970)
- Deux Oiseaux (1970)
- Aux petits agneaux (1971)
- Paysage marin avec capucin (1972)
- Oiseaux en peril (1975)

### 雕塑
- Bird (1924)
- Oedipus (1934)
- Moonmad (1944)
- An Anxious Friend (1944)
- Capricorn (1948)
- Two and Two Make One (1956)
- Immortel (1966–67)